# Bubión
Bubión là một đô thị trong tỉnh Granada, Tây Ban Nha. Ở độ cao 1.300 mét trên mực nước biển. Mã bưu chính 18412.

## Liên kết ngoài

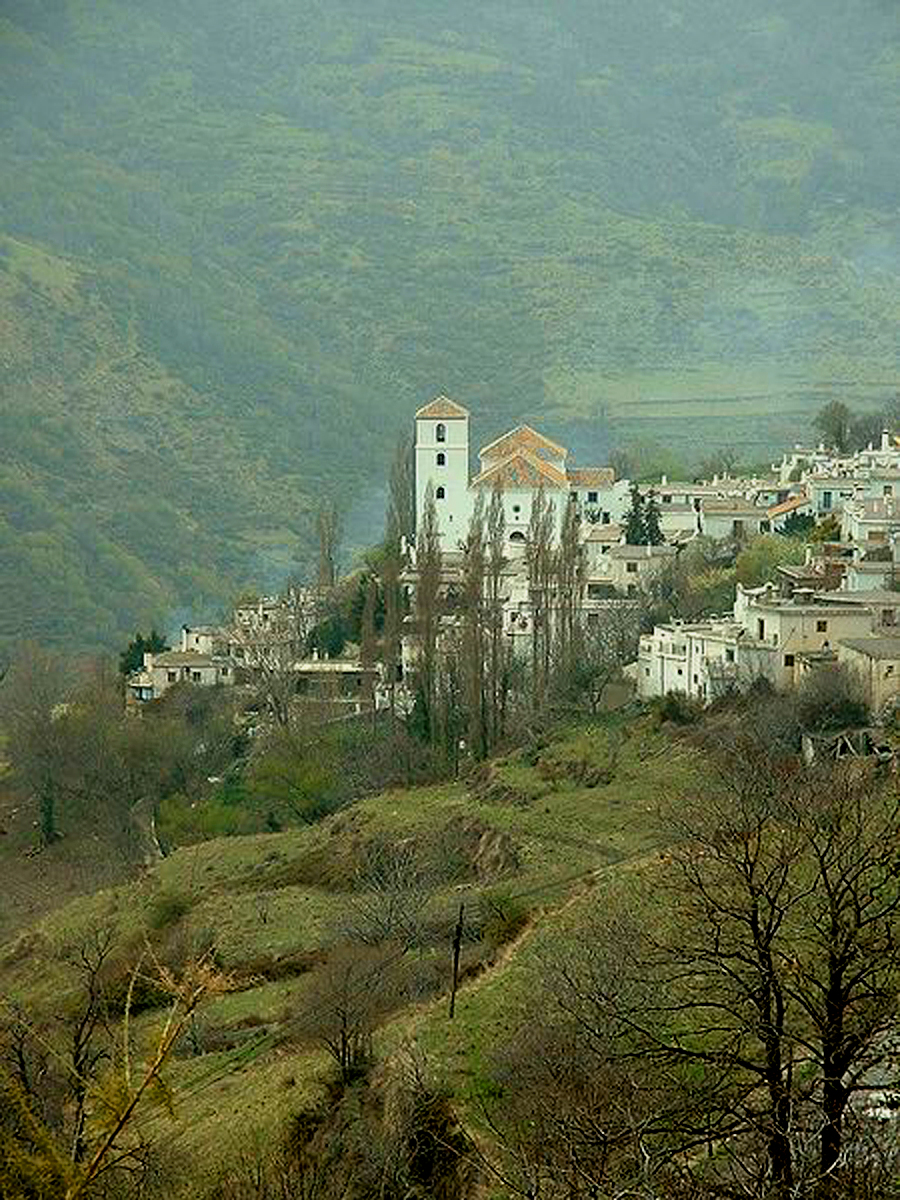
Bubión from the south